# Persone di nome Lionel
| Questa pagina contiene informazioni ricavate automaticamente dalle voci biografiche con l'ausilio del template Bio e di un bot. L'aggiornamento è periodico e automatico e ricostruisce completamente la pagina. Se manca una persona in questa lista, sei pregato di non aggiungerla, ma accertati piuttosto che la sua voce biografica contenga il template Bio e che i dati anagrafici siano correttamente compilati. Se il template Bio manca, inseriscilo tu stesso o, in alternativa, metti l'avviso {{tmp\|Bio}} che ne segnala la mancanza. Se i dati riportati sono sbagliati, correggi direttamente la voce biografica; le modifiche saranno visibili in questa lista entro pochi giorni. Per chiarimenti vedi il progetto antroponimi. La lista contiene solo le 107 persone che sono citate nell'enciclopedia e per le quali è stato implementato correttamente il template Bio. Pagina aggiornata al 16 ott 2024. |

Questa è una lista di persone presenti nell'enciclopedia che hanno il prenome Lionel, suddivise per attività principale.

## Allenatori di calcio(3)
- Lionel Charbonnier, allenatore di calcio e ex calciatore francese (Poitiers, n. 1966)
- Lionel Rouxel, allenatore di calcio e ex calciatore francese (Dinan, n. 1970)
- Lionel Scaloni, allenatore di calcio e ex calciatore argentino (Pujato, n. 1978)

## Alpinisti(1)
- Lionel Terray, alpinista francese (Grenoble, n. 1921 - Arêtes du Gerbier, † 1965)

## Arbitri di calcio(2)
- Lionel Jaffredo, ex arbitro di calcio francese (Vannes, n. 1970)
- Lionel Tschudi, arbitro di calcio svizzero (Neuchâtel, n. 1989)

## Attori(8)
- Lionel Abelanski, attore francese (Parigi, n. 1964)
- Lionel Atwill, attore britannico (Croydon, n. 1885 - Pacific Palisades, † 1946)
- Lionel Barrymore, attore e regista statunitense (Filadelfia, n. 1878 - Van Nuys, † 1954)
- Lionel Belmore, attore e regista inglese (Wimbledon, n. 1867 - Woodland Hills, † 1953)
- Lionel Boyce, attore, sceneggiatore e produttore televisivo statunitense (Los Angeles, n. 1991)
- Lionel Jeffries, attore, regista e sceneggiatore inglese (Londra, n. 1926 - Poole, † 2010)
- Lionel Newton, attore sudafricano (Sudafrica, n. 1965)
- Lionel Stander, attore statunitense (New York, n. 1908 - Los Angeles, † 1994)

## Aviatori(1)
- Lionel Rees, aviatore britannico (Caernarfon, n. 1884 - Nassau, † 1955)

## Banchieri(2)
- Lionel Walter Rothschild, banchiere, politico e zoologo britannico (Londra, n. 1868 - Tring, † 1937)
- Lionel de Rothschild, banchiere, politico e filantropo britannico (n. 1808 - † 1879)

## Biatleti(1)
- Lionel Laurent, biatleta francese (Moûtiers, n. 1964)

## Calciatori(15)
- Lionel Ainsworth, calciatore inglese (Nottingham, n. 1987)
- Lionel Bah, ex calciatore francese (Oullins, n. 1980)
- Lionel Cappone, ex calciatore francese (Marignane, n. 1979)
- Lionel Carole, calciatore francese (Montreuil, n. 1991)
- Lionel Letizi, ex calciatore francese (Nizza, n. 1973)
- Lionel Lewis, ex calciatore singaporiano (Singapore, n. 1982)
- Lionel Mathis, ex calciatore francese (Montreuil, n. 1981)
- Lionel Messi, calciatore argentino (Rosario, n. 1987)
- Lionel Mpasi, calciatore francese (Meaux, n. 1994)
- Lionel Pizzinat, ex calciatore svizzero (Vernier, n. 1977)
- Lionel Potillon, ex calciatore francese (Cluny, n. 1974)
- Lionel Ravi, calciatore francese (Le Prêcheur, n. 1985)
- Lionel Smith, calciatore inglese (Mexborough, n. 1920 - Londra, † 1980)
- Lionel Taylor, calciatore samoano (n. 1984)
- Lionel Zouma, calciatore francese (Lione, n. 1993)

## Cantanti(1)
- Lionel Richie, cantante, compositore e attore statunitense (Tuskegee, n. 1949)

## Cestisti(10)
- Lionel Billingy, ex cestista e allenatore di pallacanestro statunitense (Bronx, n. 1952)
- Lionel Bomayako, ex cestista centrafricano (Bangui, n. 1978)
- Lionel Bosco, ex cestista e allenatore di pallacanestro belga (Huy, n. 1981)
- Lionel Chalmers, ex cestista e allenatore di pallacanestro statunitense (Albany, n. 1980)
- L.J. Figueroa, cestista statunitense (Lawrence, n. 1998)
- Lionel Hollins, ex cestista e allenatore di pallacanestro statunitense (Ark City, n. 1953)
- Lionel Kouadio, cestista ivoriano (Abidjan, n. 2001)
- Lionel Malamed, cestista statunitense (New York, n. 1924 - Long Island, † 1989)
- Lionel Price, cestista britannico (Marylebone, n. 1927 - † 2019)
- Lionel Simmons, ex cestista statunitense (Filadelfia, n. 1968)

## Chitarristi(1)
- Lionel Loueke, chitarrista e compositore beninese (Benin, n. 1973)

## Ciclisti su strada(1)
- Lionel Taminiaux, ciclista su strada belga (Ottignies-Louvain-la-Neuve, n. 1996)

## Compositori(3)
- Lionel Bart, compositore e librettista inglese (Londra, n. 1930 - Londra, † 1999)
- Lionel Monckton, compositore britannico (Londra, n. 1861 - Londra, † 1924)
- Lionel Newman, compositore statunitense (New Haven, n. 1916 - Los Angeles, † 1989)

## Critici letterari(1)
- Lionel Trilling, critico letterario, scrittore e insegnante statunitense (New York, n. 1905 - † 1975)

## Drammaturghi(1)
- Frederick Lonsdale, drammaturgo, sceneggiatore e librettista inglese (Saint Helier, n. 1881 - Londra, † 1954)

## Economisti(1)
- Lionel Robbins, economista inglese (Sipson, n. 1898 - Londra, † 1984)

## Entomologi(1)
- Lionel Jack Dumbleton, entomologo neozelandese (Hampden, n. 1905 - † 1976)

## Esoteristi(1)
- Lionel Snell, esoterista e scrittore britannico (Kings Langley, n. 1945)

## Esploratori(1)
- Lionel Greenstreet, esploratore, marinaio e militare britannico (New Barnet, n. 1889 - West Sussex, † 1979)

## Fumettisti(1)
- Alfred, fumettista francese (Grenoble, n. 1976)

## Giocatori di football americano(1)
- Lionel Washington, ex giocatore di football americano e allenatore di football americano statunitense (New Orleans, n. 1960)

## Hockeisti su prato(1)
- Lionel Emmett, hockeista su prato indiano (Achalpur, n. 1913 - Colchester, † 1996)

## Ingegneri(1)
- Alastair Pilkington, ingegnere, inventore e imprenditore inglese (Calcutta, n. 1920 - Londra, † 1995)

## Linguisti(1)
- Lionel Galand, linguista francese (Aluze, n. 1920 - Roosendaal, † 2017)

## Militari(3)
- Lionel Dunsterville, militare britannico (Losanna, n. 1865 - Torquay, † 1946)
- Peter Twiss, militare e aviatore inglese (Lindfield, n. 1921 - † 2011)
- Lionel Wigram, militare inglese (Sheffield, n. 1907 - Pizzoferrato, † 1944)

## Musicologi(2)
- Lionel Dauriac, musicologo e filosofo francese (Brest, n. 1847 - Parigi, † 1923)
- Lionel De la Laurencie, musicologo francese (Nantes, n. 1861 - Parigi, † 1933)

## Nobili(3)
- Lionel Tollemache, IV conte di Dysart, nobile scozzese (n. 1708 - Londra, † 1770)
- Lionel Tollemache, III conte di Dysart, nobile e politico scozzese (n. 1649 - † 1727)
- Lionel Woodville, nobile e vescovo inglese (n. 1446 - † 1484)

## Nuotatori(1)
- Lionel Chee, ex nuotatore e pallanuotista singaporiano (n. 1931)

## Orientalisti(1)
- Lionel Giles, orientalista, scrittore e filosofo britannico (Londra, n. 1875 - † 1958)

## Pistard(1)
- Lionel Cox, pistard australiano (Brisbane, n. 1930 - Sydney, † 2010)

## Pittori(1)
- Lionel Royer, pittore francese (Château-du-Loir, n. 1852 - Neuilly-sur-Seine, † 1926)

## Poeti(1)
- Lionel Johnson, poeta e critico letterario inglese (Broadstairs, n. 1867 - † 1902)

## Politici(4)
- Lionel Tollemache, VIII conte di Dysart, politico e nobile inglese (n. 1794 - Richmond upon Thames, † 1878)
- Lionel Aingimea, politico nauruano (Meneng, n. 1965)
- Lionel Jospin, politico francese (Meudon, n. 1937)
- Lionel Sackville, I duca di Dorset, politico inglese (n. 1688 - Sevenoaks, † 1765)

## Produttori cinematografici(1)
- Lionel Wigram, produttore cinematografico e sceneggiatore inglese (Londra, n. 1962)

## Psichiatri(1)
- Lionel Penrose, psichiatra e genetista britannico (n. 1898 - † 1972)

## Psicoanalisti(1)
- Lionel Ovesey, psicanalista statunitense (Manciuria, n. 1915 - † 1995)

## Pugili(1)
- Lionel Rose, pugile e cantante australiano (Labertouche, n. 1948 - Warragul, † 2011)

## Rapper(1)
- Chinx, rapper statunitense (New York, n. 1983 - New York, † 2015)

## Registi(2)
- Lionel Bailliu, regista e sceneggiatore francese
- Lionel Rogosin, regista e produttore cinematografico statunitense (New York, n. 1924 - Los Angeles, † 2000)

## Religiosi(1)
- Lionel Anderson, religioso inglese (Lincoln, n. 1620 - Londra, † 1710)

## Rugbisti a 15(3)
- Lionel Beauxis, rugbista a 15 francese (Tarbes, n. 1985)
- Lionel Mallier, rugbista a 15 francese (Grenoble, n. 1974)
- Lionel Nallet, rugbista a 15 francese (Bourg-en-Bresse, n. 1976)

## Scacchisti(1)
- Lionel Kieseritzky, scacchista estone (Tartu, n. 1806 - Parigi, † 1853)

## Sceneggiatori(1)
- Lionel Chetwynd, sceneggiatore, regista e produttore cinematografico inglese (Londra, n. 1940)

## Scenografi(1)
- Lionel Banks, scenografo statunitense (Salt Lake City, n. 1901 - Los Angeles, † 1950)

## Schermidori(2)
- Lionel Bony de Castellane, schermidore francese (Gardegan-et-Tourtirac, n. 1891 - Béziers, † 1965)
- Lionel Plumenail, ex schermidore francese (Bordeaux, n. 1967)

## Scienziati(1)
- Lionel Logue, scienziato australiano (Adelaide, n. 1880 - Londra, † 1953)

## Scrittori(2)
- Lionel Davidson, scrittore britannico (Kingston upon Hull, n. 1922 - Londra, † 2009)
- Lionel White, scrittore e giornalista statunitense (New York, n. 1905 - Asheville, † 1985)

## Scrittrici(1)
- Lionel Shriver, scrittrice e giornalista statunitense (Gastonia, n. 1957)

## Storici(2)
- Lionel Casson, storico e docente statunitense (Brooklyn, n. 1914 - New York, † 2009)
- Lionel Kochan, storico, giornalista e editore britannico (Willesden, n. 1922 - Oxford, † 2005)

## Tennisti(1)
- Lionel Roux, ex tennista francese (Lione, n. 1973)

## Tiratori a segno(1)
- Lionel Cox, tiratore a segno belga (Seraing, n. 1981)

## Velocisti(1)
- Lionel Larry, velocista statunitense (Compton, n. 1986)

## Vescovi cattolici(1)
- Lionel Gendron, vescovo cattolico canadese (Saint-Quentin, n. 1944)

## Vibrafonisti(1)
- Lionel Hampton, vibrafonista e percussionista statunitense (Louisville, n. 1908 - New York, † 2002)

## Violisti(1)
- Lionel Tertis, violista inglese (West Harterpool, n. 1876 - Londra, † 1975)

## Wrestler(2)
- Lionel Giroux, wrestler canadese (Saint-Jérôme, n. 1935 - Saint-Jérôme, † 1995)
- Lio Rush, wrestler statunitense (Lanham, n. 1994)